# マリオ・ガスパール
マリオことマリオ・ガスパール・ペレス・マルティネス（Mario Gaspar Pérez Martínez、1990年11月24日 - ）は、スペイン・バレンシア州ノヴェルダ出身のサッカー選手。エルチェCF所属。ポジションはディフェンダー。元スペイン代表。

## 経歴

### クラブ
ビジャレアルCF Bでフアン・カルロス・ガリード監督の指導を受け、右サイドバックとして成長を遂げる。2009年3月15日、アトレティコ・マドリード戦でトップチームデビュー。アンヘル・ロペスの控えとして2010-11シーズンにはトップチームに昇格した。アンヘルの負傷離脱で出場機会が増加した。
2022年7月28日、退団することが発表された。
ビジャレアル退団の翌日、EFLチャンピオンシップのワトフォードFCにフリーで移籍した。
2023年7月31日、スペインへ復帰し、エルチェCFに1年契約で加入することが決定した。

### 代表
各年代のスペイン代表でプレー後、2015年10月にA代表に初招集された。2015年10月12日のUEFA EURO 2016予選、ウクライナ戦で初出場し、決勝点となる代表初ゴールを挙げた。